# Seznam italijanskih kiparjev
Seznam italijanskih kiparjev.

## A
- Antonio Alberghini
- Alessandro Algardi (1598–1654)
- Getulio Alviani
- Giovanni Antonio Amedeo (~1447 - 1522)
- Bartolomeo Ammannati (1511 - 1592)
- Luigi Amici
- Libero Andreotti
- Benedetto Antelami
- Giosuè Argenti

## B
- Nanni di Banco
- Bartolommeo Bandinelli
- Enrico Barberi
- Roberto Barni
- Lorenzo Bartolini
- Mirko Basaldella (1910-1969)
- Antonio Begarelli (1499-1565)
- Benedetto da Maiano
- Gian Lorenzo Bernini (1598–1680)
- Riccardo Biavati
- Leonardo Bistolfi (1859–1933)
- Umberto Boccioni
- Francesco Borromini (F. Castelli 1599–1667)
- Villi Bossi (1939)
- Pietro Bracci
- Andrea Brustolon
- Rembrandt Bugatti
- Alberto Burri

## C
- Melchiorre Cafà (1636–1667) (malteško-it.)
- Paolo Callalo (1655-1725)
- Arnolfo di Cambio
- Alfonso Canciani (1863-1955, Trst)
- Antonio Canova
- Agostino Carlini
- Alik Cavaliere
- Benvenuto Cellini
- Filippo Colarossi (it.-fr.; šola v Parizu)
- Gianni Colombo (1937-93)
- Pietro Consagra
- Antonio Corradini

## D
- Enrico Del Debbio
- Mario Dal Fabbro (1913–1990)
- Fortunato Depero
- Donatello
- Giovanni Antonio Dosio
- Alceo Dossena

## F
- Luciano Fabro (1936–2007)
- Cosimo Fanzago (1591–1678)
- Lara Favaretto (1973)
- Pericle Fazzini (1913–1987)
- Pio Fedi (1816-1892)
- Gaudenzio Ferrari (~1471–1546)
- Ercole Ferrata (1610–1686)
- Angelo Ferreri
- Ettore Ferrari (1845–1929)
- Il Filrarette
- Lucio Fontana (1899–1968)

## G
- Lorenzo Gafà (Malta)
- Vincenzo Gemito
- Tommaso Geraci
- Antonio Gherardi
- Lorenzo Ghiberti
- Giuliano da Maiano
- Emilio Greco
- Domenico Guidi

## J
- Ottaviano Jannella
- Juste de Juste

## L
- Berto Lardera
- Francesco Laurana
- Leone Leoni (1509-90)
- Antonio Ligabue (1899-1965)
- Ermenegildo Luppi (1877–1937)

## M
- Benedetto da Maiano (1442–1497)
- Giuliano da Maiano (1432–1490)
- Lorenzo Maitani (1777-1850)
- Pietro Manzoni (1933-1963)
- Giacomo Manzù (1908-1991)
- Carlo Marchionni
- Marino Marini (1901-1980)
- Arturo Martini (1889-1947)
- Giovanni de Martino
- Marcello Mascherini (1906-1983)
- Eliseo Mattiacci (1940-)
- Giuseppe Mazzuoli (1644–1725)
- Fausto Melotti (1901-1986)
- Marisa Merz (1926–2019)
- Francesco Messina (1900-1995)
- Michelangelo
- Michelozzo di Bartolomeo Michelozzi (1396–1472)
- Giovanni Minelli (~1460-1527)
- Luciano Minguzzi (1911-2004)
- Gualtiero Mocenni (Istra-Pula- It.)
- Amedeo Modigliani
- Silverio Montaguti
- Giulio Monteverde
- Augusto Murer

## N
- Costantino Nivola

## P
- Domenico ("Mimmo") Paladino (1948-)
- Giulio Paolini
- Eduardo Paolozzi (1924 - 2005)
- Pino Pascali (1935 – 1968)
- Filippo Parodi
- Giuseppe Penone (1947-)
- Andrea Pisano (1290–1348)
- Nicola Pisano (1220/1225 - 1284)
- Giovanni Pisano (1250 - 1315)
- Michelangelo Pistoletto (1933-)
- Arnaldo Pomodoro (1926 - 2025)
- Giò Pomodoro (1930 - 2002)
- Pino Poggi (1939-) (it.-nem.-slov. koncept.um.)
- Andrea Pozzo (it.-slov.-avstrij.)
- Angelo Pozzo (Angelo Putti)? (it.-slov.)
- Giulio Cesare Procaccini (1574-1625)

## Q
- Enrico Quattrini (1864-1950)
- Francesco Queirolo
- Jacopo della Quercia

## R
- Antonietta Raphaël
- Guido Reni
- Riccardo Ripamonti
- Francesco Robba
- Luca della Robbia
- Andrea Roggi
- Giuseppe Romagnoli
- Giovanni Cristoforo Romano
- Properzia de' Rossi (1490-1530)
- Medardo Rosso (1858–1928)
- Mino Rosso (1904-1963)
- Ruggero Rovan (1877-1965)
- Camillo Rusconi

## S
- Salvino Salvini (1824-1899)
- Giuliano da Sangallo (~1445–1516)
- Eugenio Santoro (1920–2006) (italijansko-švicarski)
- Carlo Sbisà
- Jacopo Sansovino
- Pinuccio Sciola
- Attilio Selva
- Mario Sironi
- Cristoforo Solari
- Santino Solari (it.-avstrijski)
- Francesco Somaini (1926-2005)
- Ettore Spalletti (1940-2019)

## T
- Ferdinando Tacca
- Pietro Tacca
- Eugenio Tavolara
- Pellegrino Tibaldi (Pellegrino de Pellegrinis)
- Luigi Tito
- Cleto Tomba
- Pavel Trubeckoj (1866–1938)

## V
- Vicenzo Vela (1820-1891)
- Andrea del Verocchio
- Alberto Viani (1906-1989)
- Farpi Vignoli (1907-97)
- Leonardo da Vinci
- Giuseppe Virgili
- Daniele da Volterra

## X
- Ettore Ximenes

## Z
- Annibale Zucchini